# Mistrzostwa Europy w Pływaniu 2018
Mistrzostwa Europy w Pływaniu 2018 – 34. edycja mistrzostw Europy w pływaniu, które odbywały się w dniach 3–12 sierpnia w Glasgow podczas pierwszej edycji Mistrzostw Europejskich.
Na miejsce rozgrywania zawodów w pływaniu wybrano Tollcross International Swimming Centre, w skokach do wody i pływaniu synchronicznym Royal Commonwealth Pool, a pływanie na otwartym akwenie zostało rozegrane na jeziorze Loch Lomond.

## Harmonogram
Poszczególne dyscypliny były rozgrywane w następujących dniach:
| Sierpień 2018                | 3 Pią | 4 Sob | 5 Nd | 6 Pon | 7 Wt | 8 Śr | 9 Czw | 10 Pią | 11 Sob | 12 Nd | Wydarzenia |
| ---------------------------- | ----- | ----- | ---- | ----- | ---- | ---- | ----- | ------ | ------ | ----- | ---------- |
| Pływanie                     | 4     | 6     | 6    | 6     | 6    | 6    | 9     |        |        |       | 43         |
| Pływanie synchroniczne       | 2     | 1     | 1    | 2     | 3    |      |       |        |        |       | 9          |
| Pływanie na otwartym akwenie |       |       |      |       |      | 2    | 2     |        | 1      | 2     | 7          |
| Skoki do wody                |       |       |      | 1     | 2    | 2    | 2     | 2      | 2      | 2     | 13         |
| Suma finałów                 | 6     | 7     | 7    | 9     | 11   | 10   | 13    | 2      | 3      | 4     | 72         |

## Klasyfikacja medalowa mistrzostw
| Miejsce | Państwo         | Złoto | Srebro | Brąz | Razem |
| ------- | --------------- | ----- | ------ | ---- | ----- |
| 1.      | Rosja           | 23    | 15     | 9    | 47    |
| 2.      | Wielka Brytania | 13    | 12     | 9    | 34    |
| 3.      | Włochy          | 8     | 12     | 19   | 39    |
| 4.      | Węgry           | 6     | 4      | 2    | 12    |
| 5.      | Ukraina         | 5     | 6      | 2    | 13    |
| 6.      | Holandia        | 5     | 5      | 2    | 12    |
| 7.      | Francja         | 4     | 2      | 6    | 12    |
| 8.      | Szwecja         | 4     | 0      | 0    | 4     |
| 9.      | Niemcy          | 3     | 6      | 10   | 19    |
| 10.     | Szwajcaria      | 1     | 0      | 1    | 2     |
| 11.     | Dania           | 0     | 3      | 1    | 4     |
| 12.     | Litwa           | 0     | 2      | 0    | 2     |
| 13.     | Hiszpania       | 0     | 1      | 4    | 5     |
| 14.     | Grecja          | 0     | 1      | 1    | 2     |
| 14.     | Polska          | 0     | 1      | 1    | 2     |
| 16.     | Norwegia        | 0     | 1      | 0    | 1     |
| 16.     | Rumunia         | 0     | 1      | 0    | 1     |
| 18.     | Armenia         | 0     | 0      | 1    | 1     |
| 18.     | Belgia          | 0     | 0      | 1    | 1     |
| 18.     | Finlandia       | 0     | 0      | 1    | 1     |
| 18.     | Irlandia        | 0     | 0      | 1    | 1     |
| 18.     | Słowenia        | 0     | 0      | 1    | 1     |
| Razem   | Razem           | 72    | 72     | 72   | 216   |

## Medaliści

### Pływanie

#### Mężczyźni
| Konkurencja                 | Złoto | Czas       | Srebro | Czas     | Brąz | Czas     |
| Styl dowolny                | |            | |          | |          |
| 50 metrów                   | Benjamin Proud · Wielka Brytania | 21,34      | Kristian Gołomeew · Grecja | 21,44    | Andrea Vergani · Włochy | 21,68    |
| 100 metrów                  | Alessandro Miressi · Włochy | 48,01      | Duncan Scott · Wielka Brytania | 48,23    | Mehdy Metella · Francja | 48,24    |
| 200 metrów                  | Duncan Scott · Wielka Brytania | 1:45,34    | Danas Rapšys · Litwa | 1:46,07  | Michaił Dowgaljuk · Rosja | 1:46,15  |
| 400 metrów                  | Mychajło Romanczuk · Ukraina | 3:45,18    | Henrik Christiansen · Norwegia | 3:47,07  | Henning Mühlleitner · Niemcy | 3:47,18  |
| 800 metrów                  | Mychajło Romanczuk · Ukraina | 7:42,96    | Gregorio Paltrinieri · Włochy | 7:45,12  | Florian Wellbrock · Niemcy | 7:45,60  |
| 1500 metrów                 | Florian Wellbrock · Niemcy | 14:36,15   | Mychajło Romanczuk · Ukraina | 14:36,88 | Gregorio Paltrinieri · Włochy | 14:42,85 |
| Styl grzbietowy             | |            | |          | |          |
| 50 metrów                   | Klimient Kolesnikow · Rosja | 24,00      | Robert Glință · Rumunia | 24,55    | Shane Ryan · Irlandia | 24,64    |
| 100 metrów                  | Klimient Kolesnikow · Rosja | 52,53 , WJ | Jewgienij Ryłow · Rosja | 52,74    | Apostolos Christou · Grecja | 53,72    |
| 200 metrów                  | Jewgienij Ryłow · Rosja | 1:53,36    | Radosław Kawęcki · Polska | 1:56,07  | Matteo Restivo · Włochy | 1:56,29  |
| Styl klasyczny              | |            | |          | |          |
| 50 metrów                   | Adam Peaty · Wielka Brytania | 26,09      | Fabio Scozzoli · Włochy | 26,79    | Peter John Stevens · Słowenia | 27,06    |
| 100 metrów                  | Adam Peaty · Wielka Brytania | 57,10      | James Wilby · Wielka Brytania | 58,64    | Anton Czupkow · Rosja | 59,06    |
| 200 metrów                  | Anton Czupkow · Rosja | 2:06,80    | James Wilby · Wielka Brytania | 2:08,39  | Luca Pizzini · Włochy | 2:08,54  |
| Styl motylkowy              | |            | |          | |          |
| 50 metrów                   | Andrij Howorow · Ukraina | 22,48      | Benjamin Proud · Wielka Brytania | 22,78    | Oleg Kostin · Rosja | 22,97    |
| 100 metrów                  | Piero Codia · Włochy | 50,64 ,    | Mehdy Metella · Francja | 51,24    | James Guy · Wielka Brytania | 51,42    |
| 200 metrów                  | Kristóf Milák · Węgry | 1:52,79    | Tamás Kenderesi · Węgry | 1:54,36  | Federico Burdisso · Włochy | 1:55,97  |
| Styl zmienny                | |            | |          | |          |
| 200 metrów                  | Jérémy Desplanches · Szwajcaria | 1:57,04    | Philip Heintz · Niemcy | 1:57,83  | Max Litchfield · Wielka Brytania | 1:57,96  |
| 400 metrów                  | Dávid Verrasztó · Węgry | 4:10,65    | Max Litchfield · Wielka Brytania | 4:11,00  | Joan Lluís Pons · Hiszpania | 4:14,26  |
| Sztafety                    | |            | |          | |          |
| 4 × 100 metrów st. dowolnym | Rosja · Jewgienij Ryłow (48,62) · Daniła Izotow (48,61) · Władimir Morozow (47,61) · Klimient Kolesnikow (47,39) · Władisław Griniew · Iwan Kuzmienko · Siergiej Fiesikow · Andriej Żyłkin | 3:12,23    | Włochy · Luca Dotto (48,63) · Ivano Vendrame (48,73) · Lorenzo Zazzeri (48,55) · Alessandro Miressi (46,99)                                                                                   | 3:12,90  | Polska · Jan Świtkowski (48,68) · Konrad Czerniak (49,04) · Jakub Kraska (48,07) · Kacper Majchrzak (48,41) · Jan Hołub                                    | 3:14,20  |
| 4 × 200 metrów st. dowolnym | Wielka Brytania · Calum Jarvis (1:47,17) · Duncan Scott (1:45,48) · Thomas Dean (1:47,07) · James Guy (1:45,60) · Stephen Milne · Cameron Kurle                                            | 7:05,32    | Rosja · Michaił Wiekowiszczew (1:46,78) · Martin Malutin (1:46,84) · Daniła Izotow (1:46,86) · Michaił Dowgaljuk (1:46,18) · Wiaczesław Andrusienko                                           | 7:06,66  | Włochy · Alessio Proietti Colonna (1:48,20) · Filippo Megli (1:45,44) · Matteo Ciampi (1:46,49) · Mattia Zuin (1:47,45) · Stefano Di Cola                  | 7:07,58  |
| 4 × 100 metrów st. zmiennym | Wielka Brytania · Nicholas Pyle (54,58) · Adam Peaty (57,60) · James Guy (50,91) · Duncan Scott (47,35) · Brodie Williams · James Wilby · Jacob Peters                                     | 3:30,44    | Rosja · Klimient Kolesnikow (52,77) · Anton Czupkow (1:00,40) · Jegor Kujmow (51,42) · Władimir Morozow (47,44) · Jewgienij Ryłow · Kiriłł Prigoda · Aleksandr Sadownikow · Władisław Griniew | 3:32,03  | Niemcy · Christian Diener (54,19) · Fabian Schwingenschlögl (1:00,00) · Marius Kusch (51,58) · Damian Wierling (47,75) · Jan-Philip Glania · Philip Heintz | 3:33,52  |

#### Kobiety
| Konkurencja                 | Złoto | Czas      | Srebro | Czas       | Brąz | Czas     |
| Styl dowolny                | |           | |            | |          |
| 50 metrów                   | Sarah Sjöström · Szwecja | 23,74     | Pernille Blume · Dania | 23,75      | Ranomi Kromowidjojo · Holandia | 24,21    |
| 100 metrów                  | Sarah Sjöström · Szwecja | 52,93     | Femke Heemskerk · Holandia | 53,23      | Charlotte Bonnet · Francja | 53,35    |
| 200 metrów                  | Charlotte Bonnet · Francja | 1:54,95   | Femke Heemskerk · Holandia | 1:56,72    | Anastasija Gużenkowa · Rosja | 1:56,77  |
| 400 metrów                  | Simona Quadarella · Włochy | 4:03,35   | Ajna Késely · Węgry | 4:03,57 EJ | Holly Hibbott · Wielka Brytania | 4:05,01  |
| 800 metrów                  | Simona Quadarella · Włochy | 8:16,55   | Ajna Késely · Węgry | 8:22,01 EJ | Anna Jegorowa · Rosja | 8:24,71  |
| 1500 metrów                 | Simona Quadarella · Włochy | 15:51,61  | Sarah Köhler · Niemcy | 15:57,85   | Ajna Késely · Węgry | 16:03,22 |
| Styl grzbietowy             | |           | |            | |          |
| 50 metrów                   | Georgia Davies · Wielka Brytania | 27,23     | Anastasija Fiesikowa · Rosja | 27,31      | Mimosa Jallow · Finlandia | 27,70    |
| 100 metrów                  | Anastasija Fiesikowa · Rosja | 59,19     | Georgia Davies · Wielka Brytania | 59,36      | Carlotta Zofkova · Włochy | 59,61    |
| 200 metrów                  | Margherita Panziera · Włochy | 2:06,18 , | Darja Ustinowa · Rosja | 2:07,12    | Katalin Burián · Węgry | 2:07,43  |
| Styl klasyczny              | |           | |            | |          |
| 50 metrów                   | Julija Jefimowa · Rosja | 29,81     | Imogen Clark · Wielka Brytania | 30,34      | Arianna Castiglioni · Włochy | 30,41    |
| 100 metrów                  | Julija Jefimowa · Rosja | 1:05,53   | Rūta Meilutytė · Litwa | 1:06,26    | Arianna Castiglioni · Włochy | 1:06,54  |
| 200 metrów                  | Julija Jefimowa · Rosja | 2:21,31   | Jessica Vall · Hiszpania | 2:23,02    | Molly Renshaw · Wielka Brytania | 2:23,43  |
| Styl motylkowy              | |           | |            | |          |
| 50 metrów                   | Sarah Sjöström · Szwecja | 25,16     | Emilie Beckmann · Dania | 25,72      | Kimberly Buys · Belgia | 25,74    |
| 100 metrów                  | Sarah Sjöström · Szwecja | 56,23     | Swietłana Czimrowa · Rosja | 57,40      | Elena Di Liddo · Włochy | 57,68    |
| 200 metrów                  | Boglárka Kapás · Węgry | 2:07,13   | Swietłana Czimrowa · Rosja | 2:07,33    | Alys Thomas · Wielka Brytania | 2:07,42  |
| Styl zmienny                | |           | |            | |          |
| 200 metrów                  | Katinka Hosszú · Węgry | 2:10,17   | Ilaria Cusinato · Włochy | 2:10,25    | Maria Ugolkova · Szwajcaria | 2:10,83  |
| 400 metrów                  | Fantine Lesaffre · Francja | 4:34,17   | Ilaria Cusinato · Włochy | 4:35,05    | Hannah Miley · Wielka Brytania | 4:35,34  |
| Sztafety                    | |           | |            | |          |
| 4 × 100 metrów st. dowolnym | Francja · Marie Wattel (54,35) · Charlotte Bonnet (52,20) · Margaux Fabre (54,41) · Béryl Gastaldello (53,69) · Anouchka Martin · Assia Touati                                     | 3:34,65   | Holandia · Kim Busch (54,75) · Femke Heemskerk (52,33) · Kira Toussaint (54,47) · Ranomi Kromowidjojo (53,22) · Marjolein Delno                    | 3:34,77    | Dania · Pernille Blume (52,83) · Signe Bro (54,59) · Julie Jensen (55,19) · Mie Nielsen (54,42) · Emily Gantriis                             | 3:37,03  |
| 4 × 200 metrów st. dowolnym | Wielka Brytania · Eleanor Faulkner (1:59,25) · Kathryn Greenslade (1:57,94) · Holly Hibbott (1:58,46) · Freya Anderson (1:56,00) · Lucy Hope                                       | 7:51,65   | Rosja · Walerija Sałamatina (1:58,72) · Anna Jegorowa (1:58,18) · Arina Opionyszewa (1:58,48) · Anastasija Gużenkowa (1:57,49) · Irina Kriwonogowa | 7:52,87    | Niemcy · Reva Foos (1:58,90) · Isabel Gose (1:58,22) · Sarah Köhler (1:58,99) · Annika Bruhn (1:57,65) · Marie Pietruschka                   | 7:53,76  |
| 4 × 100 metrów st. zmiennym | Rosja · Anastasija Fiesikowa (59,56) · Julija Jefimowa (1:03,95) · Swietłana Czimrowa (57,34) · Marija Kamieniewa (53,37) · Darja Ustinowa · Witalina Simonowa · Arina Opionyszewa | 3:54,22   | Dania · Mie Nielsen (59,76) · Rikke Møller Pedersen (1:07,50) · Emilie Beckmann (57,66) · Pernille Blume (51,77)                                   | 3:56,69    | Wielka Brytania · Georgia Davies (59,44) · Siobhan-Marie O’Connor (1:07,22) · Alys Thomas (57,56) · Freya Anderson (52,69) · Kathleen Dawson | 3:56,91  |

#### Konkurencje mieszane
| Konkurencja                 | Złoto | Czas      | Srebro | Czas    | Brąz | Czas    |
| Sztafety                    | |           | |         | |         |
| 4 × 100 metrów st. dowolnym | Francja · Jérémy Stravius (48,81) · Mehdy Metella (47,45) · Marie Wattel (53,47) · Charlotte Bonnet (52,34) · Maxime Grousset · Margaux Fabre · Béryl Gastaldello | 3:22,07 , | Holandia · Nyls Korstanje (49,40) · Stan Pijnenburg (48,74) · Femke Heemskerk (52,62) · Ranomi Kromowidjojo (53,21) · Kyle Stolk · Kira Toussaint                                                                           | 3:23,97 | Rosja · Klimient Kolesnikow (48,45) · Władisław Griniew (47,69) · Marija Kamieniewa (53,90) · Arina Opionyszewa (54,46) · Daniła Izotow · Rozalija Nasrietdinowa          | 3:24,50 |
| 4 × 200 metrów st. dowolnym | Niemcy · Jacob Heidtmann (1:46,52) · Henning Mühlleitner (1:47,32) · Reva Foos (1:58,25) · Annika Bruhn (1:56,34) · Marius Zobel · Isabel Gose                    | 7:28,43   | Rosja · Michaił Wiekowiszczew (1:47,10) · Michaił Dowgaljuk (1:47,37) · Walerija Sałamatina (1:56,18) · Wiktorija Andriejewa (1:58,72) · Martin Malutin · Wiaczesław Andrusienko · Irina Kriwonogowa · Anastasija Gużenkowa | 7:29,37 | Wielka Brytania · Stephen Milne (1:47,77) · Craig McLean (1:48,34) · Kathryn Greenslade (1:57,81) · Freya Anderson (1:55,80) · Cameron Kurle · Holly Hibbott              | 7:29,72 |
| 4 × 100 metrów st. zmiennym | Wielka Brytania · Georgia Davies (59,12) · Adam Peaty (57,27) · James Guy (50,96) · Freya Anderson (52,83) · Nicholas Pyle · Charlotte Atkinson                   | 3:40,18   | Rosja · Klimient Kolesnikow (52,51) · Julija Jefimowa (1:05,07) · Swietłana Czimrowa (57,30) · Władimir Morozow (47,83) · Grigorij Tarasiewicz · Ilja Chomienko · Wiktorija Andriejewa · Marija Kamieniewa                  | 3:42,71 | Włochy · Margherita Panziera (1:00,11) · Fabio Scozzoli (59,46) · Elena Di Liddo (57,68) · Alessandro Miressi (47,60) · Matteo Restivo · Arianna Castiglioni · Luca Dotto | 3:44,85 |

#### Klasyfikacja medalowa
| Miejsce | Państwo         | Złoto | Srebro | Brąz | Razem |
| ------- | --------------- | ----- | ------ | ---- | ----- |
| 1.      | Rosja           | 10    | 10     | 6    | 26    |
| 2.      | Wielka Brytania | 9     | 7      | 8    | 24    |
| 3.      | Włochy          | 6     | 5      | 11   | 22    |
| 4.      | Węgry           | 4     | 3      | 2    | 9     |
| 5.      | Francja         | 4     | 1      | 2    | 7     |
| 6.      | Szwecja         | 4     | 0      | 0    | 4     |
| 7.      | Ukraina         | 3     | 1      | 0    | 4     |
| 8.      | Niemcy          | 2     | 2      | 4    | 8     |
| 9.      | Szwajcaria      | 1     | 0      | 1    | 2     |
| 10.     | Holandia        | 0     | 4      | 1    | 5     |
| 11.     | Dania           | 0     | 3      | 1    | 4     |
| 12.     | Litwa           | 0     | 2      | 0    | 2     |
| 13.     | Grecja          | 0     | 1      | 1    | 2     |
| 13.     | Hiszpania       | 0     | 1      | 1    | 2     |
| 13.     | Polska          | 0     | 1      | 1    | 2     |
| 16.     | Norwegia        | 0     | 1      | 0    | 1     |
| 16.     | Rumunia         | 0     | 1      | 0    | 1     |
| 18.     | Belgia          | 0     | 0      | 1    | 1     |
| 18.     | Finlandia       | 0     | 0      | 1    | 1     |
| 18.     | Irlandia        | 0     | 0      | 1    | 1     |
| 18.     | Słowenia        | 0     | 0      | 1    | 1     |
| Razem   | Razem           | 43    | 43     | 43   | 129   |

### Skoki do wody

#### Mężczyźni
| Konkurencja                   | Złoto                                       | Wynik  | Srebro                                          | Wynik  | Brąz                                          | Wynik  |
| Trampolina 1 m                | Jack Laugher · Wielka Brytania              | 414,60 | Giovanni Tocci · Włochy                         | 401,10 | James Heatly · Wielka Brytania                | 391,70 |
| Trampolina 3 m                | Jack Laugher · Wielka Brytania              | 525,95 | Ilja Zacharow · Rosja                           | 519,05 | Jewgienij Kuzniecow · Rosja                   | 508,05 |
| Trampolina 3 m synchronicznie | Rosja · Jewgienij Kuzniecow · Ilja Zacharow | 431,16 | Wielka Brytania · Jack Laugher · Chris Mears    | 430,62 | Niemcy · Patrick Hausding · Lars Rüdiger      | 394,77 |
| Wieża 10 m                    | Aleksandr Bondar · Rosja                    | 542,05 | Nikita Szlejcher · Rosja                        | 481,15 | Benjamin Auffret · Francja                    | 480,60 |
| Wieża 10 m synchronicznie     | Rosja · Aleksandr Bondar · Wiktor Minibajew | 423,12 | Wielka Brytania · Matthew Dixon · Noah Williams | 399,90 | Armenia · Vladimir Harutyunyan · Lev Sargsyan | 396,84 |

#### Kobiety
| Konkurencja                   | Złoto                                       | Wynik  | Srebro                                             | Wynik  | Brąz                                        | Wynik  |
| Trampolina 1 m                | Marija Poliakowa · Rosja                    | 285,55 | Nadieżda Bażyna · Rosja                            | 276,00 | Elena Bertocchi · Włochy                    | 271,25 |
| Trampolina 3 m                | Grace Reid · Wielka Brytania                | 329,40 | Alicia Blagg · Wielka Brytania                     | 327,70 | Tina Punzel · Niemcy                        | 324,65 |
| Trampolina 3 m synchronicznie | Włochy · Elena Bertocchi · Chiara Pellacani | 289,26 | Niemcy · Lena Hentschel · Tina Punzel              | 286,80 | Rosja · Nadieżda Bażyna · Kristina Iljinych | 282,90 |
| Wieża 10 m                    | Celine van Duijn · Holandia                 | 319,10 | Noemi Batki · Włochy                               | 315,00 | Maria Kurjo · Niemcy                        | 308,15 |
| Wieża 10 m synchronicznie     | Wielka Brytania · Eden Cheng · Lois Toulson | 289,74 | Rosja · Jekatierina Bielajewa · Julija Timoszynina | 288,60 | Niemcy · Maria Kurjo · Elena Wassen         | 284,64 |

#### Konkurencje mieszane
| Konkurencja                   | Złoto                                         | Wynik  | Srebro                                       | Wynik  | Brąz                                             | Wynik  |
| Trampolina 3 m synchronicznie | Niemcy · Lou Massenberg · Tina Punzel         | 313,50 | Wielka Brytania · Ross Haslam · Grace Reid   | 308,67 | Ukraina · Wiktorija Kesar · Stanisław Oliferczyk | 291,81 |
| Wieża 10 m synchronicznie     | Rosja · Nikita Szlejcher · Julija Timoszynina | 309,63 | Wielka Brytania · Matthew Lee · Lois Toulson | 307,80 | Niemcy · Florian Fandler · Christina Wassen      | 278,64 |
| Drużynowo                     | Ukraina · Sofija Łyskun · Ołeh Kołodij        | 355,90 | Niemcy · Maria Kurjo · Lou Massenberg        | 352,60 | Rosja · Julija Timoszynina · Jewgienij Kuzniecow | 349,55 |

#### Klasyfikacja medalowa
| Miejsce | Państwo         | Złoto | Srebro | Brąz | Razem |
| ------- | --------------- | ----- | ------ | ---- | ----- |
| 1.      | Rosja           | 5     | 4      | 3    | 12    |
| 2.      | Wielka Brytania | 4     | 5      | 1    | 10    |
| 3.      | Niemcy          | 1     | 2      | 5    | 8     |
| 4.      | Włochy          | 1     | 2      | 1    | 4     |
| 5.      | Ukraina         | 1     | 0      | 1    | 2     |
| 6.      | Holandia        | 1     | 0      | 0    | 1     |
| 7.      | Armenia         | 0     | 0      | 1    | 1     |
| 7.      | Francja         | 0     | 0      | 1    | 1     |
| Razem   | Razem           | 13    | 13     | 13   | 39    |

### Pływanie synchroniczne
| Konkurencja                | Złoto | Wynik   | Srebro | Wynik   | Brąz | Wynik   |
| Solo technicznie           | Swietłana Kolesniczenko · Rosja | 93,4816 | Jełyzaweta Jachno · Ukraina | 91,3517 | Linda Cerruti · Włochy | 90,2282 |
| Solo dowolnie              | Swietłana Kolesniczenko · Rosja | 94,9333 | Linda Cerruti · Włochy | 92,5000 | Jełyzaweta Jachno · Ukraina | 92,1333 |
| Duety technicznie          | Rosja · Swietłana Kolesniczenko · Warwara Subbotina | 95,1035 | Ukraina · Anastasija Sawczuk · Jełyzaweta Jachno | 92,6188 | Włochy · Linda Cerruti · Costanza Ferro | 89,7519 |
| Duety dowolnie             | Rosja · Swietłana Kolesniczenko · Warwara Subbotina | 96,7000 | Ukraina · Anastasija Sawczuk · Jełyzaweta Jachno | 93,4000 | Włochy · Linda Cerruti · Costanza Ferro | 92,1333 |
| Zespół technicznie         | Rosja · Anastasija Archipowska · Anastasija Bajandina · Darja Bajandina · Marina Goladkina · Michaeła Kałancza · Wieronika Kalinina · Polina Komar · Polina Szuroczkina · Darina Walitowa                                                                | 94,6000 | Ukraina · Maryna Ałeksijiwa · Władysława Ałeksijiwa · Ołeksandra Kaszuba · Ołeksandra Kowałenko · Jana Nariżna · Anastasija Sawczuk · Alina Szynkarenko · Jełyzaweta Jachno · Wałerija Aprijelijewa · Weronika Hryszko     | 90,7439 | Włochy · Beatrice Callegari · Domiziana Cavanna · Linda Cerruti · Francesca Deidda · Costanza Di Camillo · Costanza Ferro · Gemma Galli · Alessia Pezone · Enrica Piccoli · Federica Sala | 90,3553 |
| Zespół dowolnie            | Rosja · Anastasija Archipowska · Anastasija Bajandina · Darja Bajandina · Marina Goladkina · Wieronika Kalinina · Polina Komar · Polina Szuroczkina · Darina Walitowa · Michaeła Kałancza                                                                | 97,0333 | Ukraina · Wałerija Aprijelijewa · Weronika Hryszko · Ołeksandra Kaszuba · Jana Nariżna · Ekaterina Reznik · Anastasija Sawczuk · Alina Szynkarenko · Jełyzaweta Jachno · Maryna Ałeksijiwa · Ołeksandra Kowałenko          | 94,6000 | Włochy · Beatrice Callegari · Linda Cerruti · Francesca Deidda · Costanza Di Camillo · Costanza Ferro · Gemma Galli · Alessia Pezone · Enrica Piccoli · Domiziana Cavanna · Federica Sala | 92,2333 |
| Kombinacja dowolnie        | Ukraina · Maryna Ałeksijiwa · Władysława Ałeksijiwa · Wałerija Aprijelijewa · Marta Fedina · Ołeksandra Kaszuba · Jana Nariżna · Ekaterina Reznik · Anastasija Sawczuk · Alina Szynkarenko · Jełyzaweta Jachno · Weronika Hryszko · Ołeksandra Kowałenko | 94,4667 | Włochy · Beatrice Callegari · Domiziana Cavanna · Linda Cerruti · Francesca Deidda · Costanza Di Camillo · Costanza Ferro · Gemma Galli · Alessia Pezone · Enrica Piccoli · Federica Sala · Marta Murru · Francesca Zunino | 92,6000 | Hiszpania · Leyre Abadía · Abril Conesa · Berta Ferreras · Emma García · María Juárez · Meritxell Mas · Elena Melián · Paula Ramírez · Sara Saldaña · Blanca Toledano · Iris Tió          | 91,4667 |
| Duety mieszane technicznie | Rosja · Majja Gurbanbierdijewa · Aleksandr Malcew | 89,5853 | Włochy · Manila Flamini · Giorgio Minisini | 88,6973 | Hiszpania · Berta Ferreras · Pau Ribes | 82,3217 |
| Duety mieszane dowolnie    | Rosja · Majja Gurbanbierdijewa · Aleksandr Malcew | 92,4000 | Włochy · Manila Flamini · Giorgio Minisini | 90,7333 | Hiszpania · Berta Ferreras · Pau Ribes | 85,4333 |

#### Tabela medalowa
| Miejsce | Państwo   | Złoto | Srebro | Brąz | Razem |
| ------- | --------- | ----- | ------ | ---- | ----- |
| 1.      | Rosja     | 8     | 0      | 0    | 8     |
| 2.      | Ukraina   | 1     | 5      | 1    | 7     |
| 3.      | Włochy    | 0     | 4      | 5    | 9     |
| 4.      | Hiszpania | 0     | 0      | 3    | 3     |
| Razem   | Razem     | 9     | 9      | 9    | 27    |

### Pływanie na otwartym akwenie

#### Mężczyźni
| Konkurencja | Złoto                     | Czas      | Srebro                    | Czas      | Brąz                     | Czas      |
| 5 km        | Kristóf Rasovszky · Węgry | 52:38,9   | Axel Reymond · Francja    | 52:41,7   | Logan Fontaine · Francja | 52:44,4   |
| 10 km       | Ferry Weertman · Holandia | 1:49:28,2 | Kristóf Rasovszky · Węgry | 1:49:28,2 | Rob Muffels · Niemcy     | 1:49:33,7 |
| 25 km       | Kristóf Rasovszky · Węgry | 4:57:53,5 | Kiriłł Bielajew · Rosja   | 4:57:54,6 | Matteo Furlan · Włochy   | 4:57:55,8 |

#### Kobiety
| Konkurencja | Złoto                            | Czas      | Srebro                           | Czas      | Brąz                       | Czas      |
| 5 km        | Sharon van Rouwendaal · Holandia | 56:01,0   | Leonie Beck · Niemcy             | 56:17,8   | Rachele Bruni · Włochy     | 56:49,7   |
| 10 km       | Sharon van Rouwendaal · Holandia | 1:54:45,7 | Giulia Gabbrielleschi · Włochy   | 1:54:53,0 | Esmee Vermeulen · Holandia | 1:55:27,4 |
| 25 km       | Arianna Bridi · Włochy           | 5:19:34,6 | Sharon van Rouwendaal · Holandia | 5:19:34,7 | Lara Grangeon · Francja    | 5:19:42,9 |

#### Konkurencje mieszane
| Konkurencja    | Złoto                                                                              | Czas    | Srebro                                                                  | Czas    | Brąz                                                                    | Czas    |
| 5 km drużynowo | Holandia · Esmee Vermeulen · Sharon van Rouwendaal · Pepijn Smits · Ferry Weertman | 52:35,0 | Niemcy · Leonie Beck · Sarah Köhler · Sören Meißner · Florian Wellbrock | 52:35,6 | Francja · Lara Grangeon · David Aubry · Lisa Pou · Marc-Antoine Olivier | 52:46,7 |

#### Klasyfikacja medalowa
| Miejsce | Państwo  | Złoto | Srebro | Brąz | Razem |
| ------- | -------- | ----- | ------ | ---- | ----- |
| 1.      | Holandia | 4     | 1      | 1    | 6     |
| 2.      | Węgry    | 2     | 1      | 0    | 3     |
| 5.      | Włochy   | 1     | 1      | 2    | 4     |
| 3.      | Niemcy   | 0     | 2      | 1    | 3     |
| 4.      | Francja  | 0     | 1      | 3    | 4     |
| 4.      | Rosja    | 0     | 1      | 0    | 1     |
| Razem   | Razem    | 7     | 7      | 7    | 21    |

## Rekordy
Podczas zawodów ustanowiono następujące rekordy świata, Europy i mistrzostw.

### Rekordy świata
| Data       | Konkurencja                              | Czas  | Zawodnik            | Reprezentacja   | Źródło |
| ---------- | ---------------------------------------- | ----- | ------------------- | --------------- | ------ |
| 4 sierpnia | 100 m stylem klasycznym mężczyzn – finał | 57,10 | Adam Peaty          | Wielka Brytania | [ 14 ] |
| 4 sierpnia | 50 m stylem grzbietowym mężczyzn – finał | 24,00 | Klimient Kolesnikow | Rosja           | [ 10 ] |

### Rekordy Europy
| Data       | Konkurencja                                         | Czas    | Zawodnik                                                                           | Reprezentacja   | Źródło |
| ---------- | --------------------------------------------------- | ------- | ---------------------------------------------------------------------------------- | --------------- | ------ |
| 4 sierpnia | 50 m stylem grzbietowym kobiet – eliminacje         | 27,21   | Georgia Davies                                                                     | Wielka Brytania | [ 75 ] |
| 6 sierpnia | 200 m stylem klasycznym mężczyzn – finał            | 2:06,80 | Anton Czupkow                                                                      | Rosja           | [ 15 ] |
| 6 sierpnia | Sztafeta mieszana 4 × 100 m stylem zmiennym – finał | 3:40,18 | Georgia Davies (59,12) Adam Peaty (57,27) James Guy (50,96) Freya Anderson (52,83) | Wielka Brytania | [ 46 ] |
| 8 sierpnia | 200 m stylem grzbietowym mężczyzn – finał           | 1:53,36 | Jewgienij Ryłow                                                                    | Rosja           | [ 12 ] |

### Rekordy mistrzostw
| Data       | Konkurencja                                         | Czas    | Zawodnik | Reprezentacja   | Źródło |
| ---------- | --------------------------------------------------- | ------- | --- | --------------- | ------ |
| 3 sierpnia | 100 m stylem klasycznym mężczyzn – eliminacje       | 57,89   | Adam Peaty                                                                                                  | Wielka Brytania | [ 76 ] |
| 3 sierpnia | 50 m stylem dowolnym kobiet – półfinał 1            | 23,85   | Pernille Blume                                                                                              | Dania           | [ 77 ] |
| 4 sierpnia | 100 m stylem klasycznym kobiet – półfinał 2         | 1:05,87 | Julija Jefimowa                                                                                             | Rosja           | [ 78 ] |
| 4 sierpnia | 50 m stylem dowolnym kobiet – finał                 | 23,74   | Sarah Sjöström                                                                                              | Szwecja         | [ 24 ] |
| 4 sierpnia | Sztafeta mieszana 4 × 200 m stylem dowolnym – finał | 7:28,43 | Jacob Heidtmann (1:46,52) Henning Mühlleitner (1:47,32) Reva Foos (1:58,25) Annika Bruhn (1:56,34)          | Niemcy          | [ 45 ] |
| 5 sierpnia | 100 m stylem klasycznym kobiet – finał              | 1:05,53 | Julija Jefimowa                                                                                             | Rosja           | [ 34 ] |
| 5 sierpnia | 200 m stylem motylkowym mężczyzn – finał            | 1:52,79 | Kristóf Milák                                                                                               | Węgry           | [ 18 ] |
| 5 sierpnia | 4 × 200 m stylem dowolnym mężczyzn – finał          | 7:05,32 | Calum Jarvis (1:47,17) Duncan Scott (1:45,48) Thomas Dean (1:47,07) James Guy (1:45,60)                     | Wielka Brytania | [ 22 ] |
| 6 sierpnia | 200 m stylem dowolnym kobiet – finał                | 1:54,95 | Charlotte Bonnet                                                                                            | Francja         | [ 26 ] |
| 7 sierpnia | 50 m stylem klasycznym mężczyzn – eliminacje        | 26,50   | Adam Peaty                                                                                                  | Wielka Brytania | [ 79 ] |
| 7 sierpnia | 50 m stylem motylkowym mężczyzn – finał             | 22,48   | Andrij Howorow                                                                                              | Ukraina         | [ 16 ] |
| 7 sierpnia | 100 m stylem dowolnym kobiet – półfinał 1           | = 52,67 | Sarah Sjöström                                                                                              | Szwecja         | [ 80 ] |
| 7 sierpnia | 50 m stylem klasycznym mężczyzn – półfinał 2        | 26,23   | Adam Peaty                                                                                                  | Wielka Brytania | [ 81 ] |
| 8 sierpnia | 50 m stylem klasycznym mężczyzn – finał             | 26,09   | Adam Peaty                                                                                                  | Wielka Brytania | [ 13 ] |
| 8 sierpnia | 50 m stylem dowolnym mężczyzn – półfinał 1          | 21,11   | Benjamin Proud                                                                                              | Wielka Brytania | [ 82 ] |
| 8 sierpnia | 50 m stylem klasycznym kobiet – półfinał 2          | 29,66   | Julija Jefimowa                                                                                             | Rosja           | [ 83 ] |
| 8 sierpnia | Sztafeta mieszana 4 × 100 m stylem dowolnym – finał | 3:22,07 | Jérémy Stravius (48,81) Mehdy Metella (47,45) Marie Wattel (53,47) Charlotte Bonnet (52,34)                 | Francja         | [ 44 ] |
| 9 sierpnia | 100 m stylem motylkowym mężczyzn – finał            | 50,64   | Piero Codia                                                                                                 | Włochy          | [ 17 ] |
| 9 sierpnia | 200 m stylem grzbietowym kobiet – finał             | 2:06,18 | Margherita Panziera                                                                                         | Włochy          | [ 32 ] |
| 9 sierpnia | 4 × 100 m stylem zmiennym mężczyzn – finał          | 3:30,44 | Nicholas Pyle (54,58) Adam Peaty (57,60) James Guy (50,91) Duncan Scott (47,35)                             | Wielka Brytania | [ 23 ] |
| 9 sierpnia | 4 × 100 m stylem zmiennym kobiet – finał            | 3:54,22 | Anastasija Fiesikowa (59,56) Julija Jefimowa (1:03,95) Swietłana Czimrowa (57,34) Marija Kamieniewa (53,37) | Rosja           | [ 43 ] |